# ガイウス・カッシウス・ロンギヌス (紀元前96年の執政官)
ガイウス・カッシウス・ロンギヌス（ラテン語: Gaius Cassius Longinus、生没年不詳）は紀元前2世紀後期・紀元前1世紀初期の共和政ローマの政治家・軍人。紀元前96年に執政官（コンスル）を務めた。

## 出自
ロンギヌスはプレブス（平民）であるカッシウス氏族の出身。共和政初期にカッシウス氏族から執政官が出ているが、これらはパトリキ（貴族）系である。プレブス系カッシウス氏族が歴史に登場するのは第一次ポエニ戦争の頃で、その後共和政後期になると、氏族の中から重要な公職に就任するものが出てきた。紀元前171年の執政官ガイウス・カッシウス・ロンギヌス が氏族としては最初の執政官であり、ロンギヌスというコグノーメン（第三名、個人名）が確認できる最初の人物でもある。
カピトリヌスのファスティによると、ロンギヌスの父のプラエノーメン（第一名、個人名）はルキウス、祖父は不明である。歴史学者G. サムナーは、紀元前127年の執政官ルキウス・カッシウス・ロンギヌス・ラウィッラ を父、また紀元前107年の執政官ルキウス・カッシウス・ロンギヌスを兄と考えている。

## 経歴
ロンギヌスがその政治歴を造幣官として開始したのは分かっている。しかしその時期に関しては議論があり、紀元前126年、紀元前109年、紀元前104年、あるいは紀元前124年から紀元前103年の間、紀元前119年から紀元前110年の間といった説がある。ロンギヌスは表面に女神ローマの横顔、投票用の壺、涙型のイヤリング、裏面にクアドリガ（4頭立ての馬車）に乗る自由の女神を刻んだデナリウス金貨を鋳造している。
その後護民官に立候補するが落選する。しかし、この落選は彼の政治歴に大きな影響を与えず、遅くとも紀元前99年にはプラエトル（法務官）に就任したはずである。紀元前96年には執政官に就任、同僚執政官は、やはりプレブスのグナエウス・ドミティウス・アヘノバルブスであった。
ロンギヌスとアヘノバルブスの執政官としての実績に関しては、実質的に何も残っていない。紀元前90年代は、一般的にローマ史における「暗黒時代」と考えられている。執政官の名前だけが、『カピトリヌスのファスティ』、『イースター・クロニクル』、『イダティウスのクロニクル』、『カッシオドルス』に残されている。
2世紀の歴史家グラニウス・リキニアヌスはローマ内戦（第一次スッラ戦争）に関して、ガイウス・カッシウスという人物に触れている。前執政官グナエウス・ポンペイウス・ストラボがマリウス派の軍からローマを防衛していたが、このときストラボは重病に陥る。元老院は病気のストラボに代わってガイウス・カッシウスに軍の指揮を委ねたが、この人物はロンギヌスであると推定される。

## 参考資料

### 古代の資料
- カピトリヌスのファスティ
- マルクス・トゥッリウス・キケロ『グナエウス・プランキウス弁護』

### 研究書
- Bedian E. Zepion and Norban (Notes on the Decade of 100-90 BC)  // Studia Historica. - 2010. - number X . - S. 162-207 .
- Broughton R. Magistrates of the Roman Republic. - New York, 1952. - Vol. II. - P. 558.
- Münzer F. Cassius // Paulys Realencyclopädie der classischen Altertumswissenschaft . - 1899. - Bd. IV, 1. - S. 1678.
- Münzer F. Cassius 57 // Paulys Realencyclopädie der classischen Altertumswissenschaft . - 1899. - Bd. IV, 1. - Kol. 1726-1727.
- Sumner G. Orators in Cicero's Brutus: prosopography and chronology. - Toronto: University of Toronto Press, 1973 .-- 197 p. - ISBN 9780802052810 .